# حت حيوي
الحت الحيوي Bioerosion هو عملية تأكل الطبقات السفلية للمحيط بسبب الكائنات الحية كالرخويات والقنفذيات والقشريات ويحدث على الشاطئ أو الشعب المرجانية وحتى السفن. تؤدي عملية الحت الحيوي إلى خلق رمال مرجانية بيضاء تجعل الجزر الإستوائية فريدة بمظهرها.

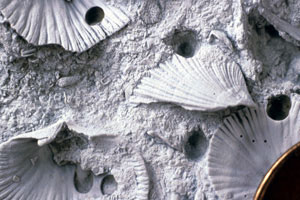
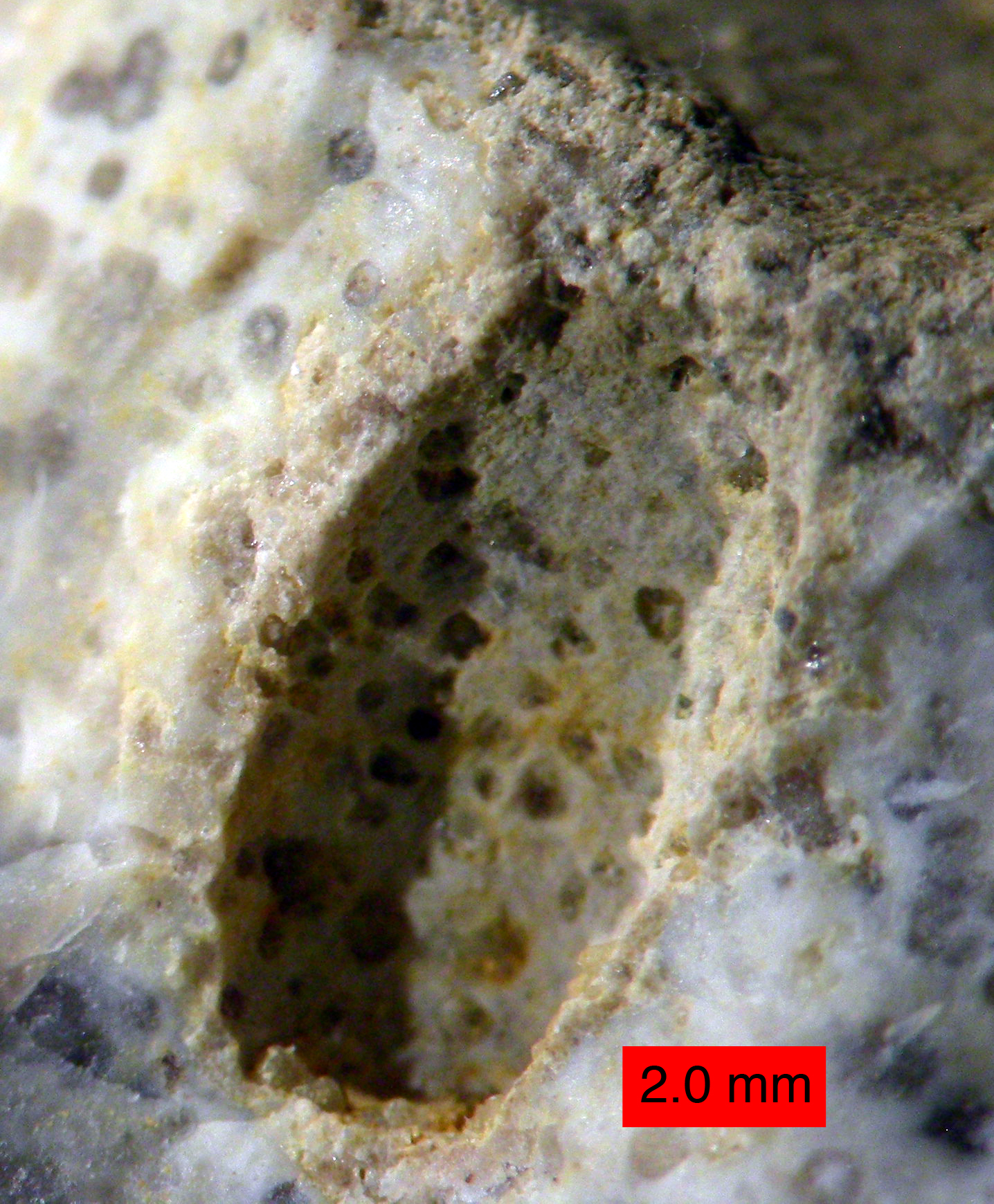
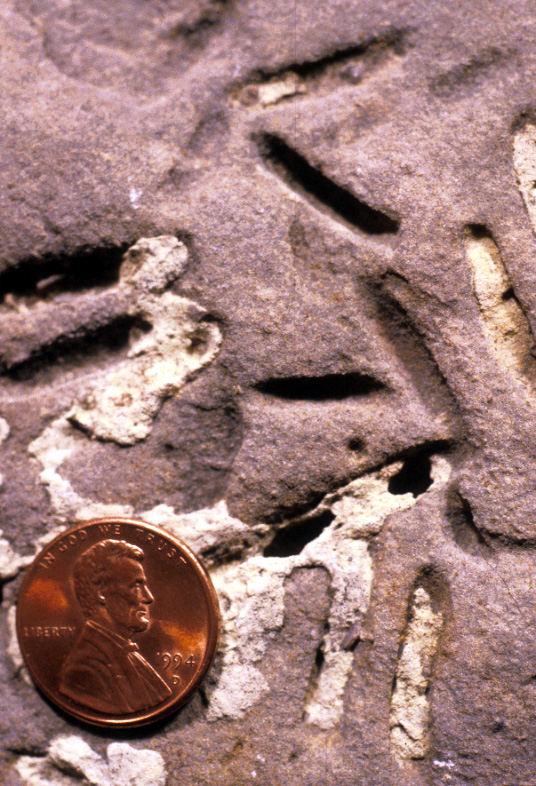
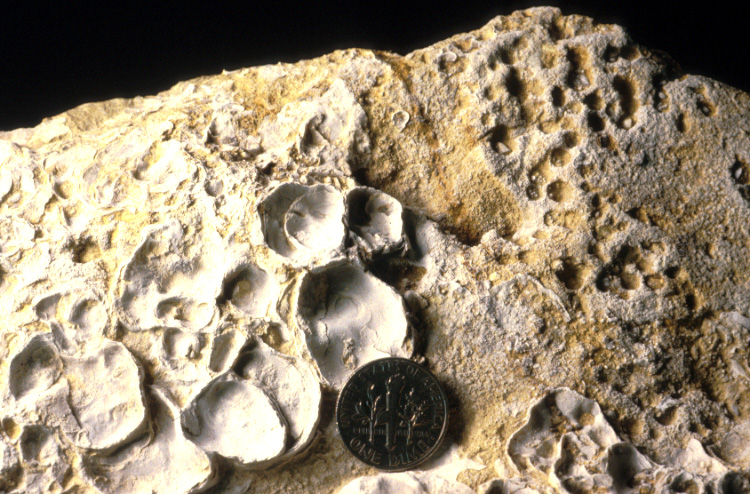
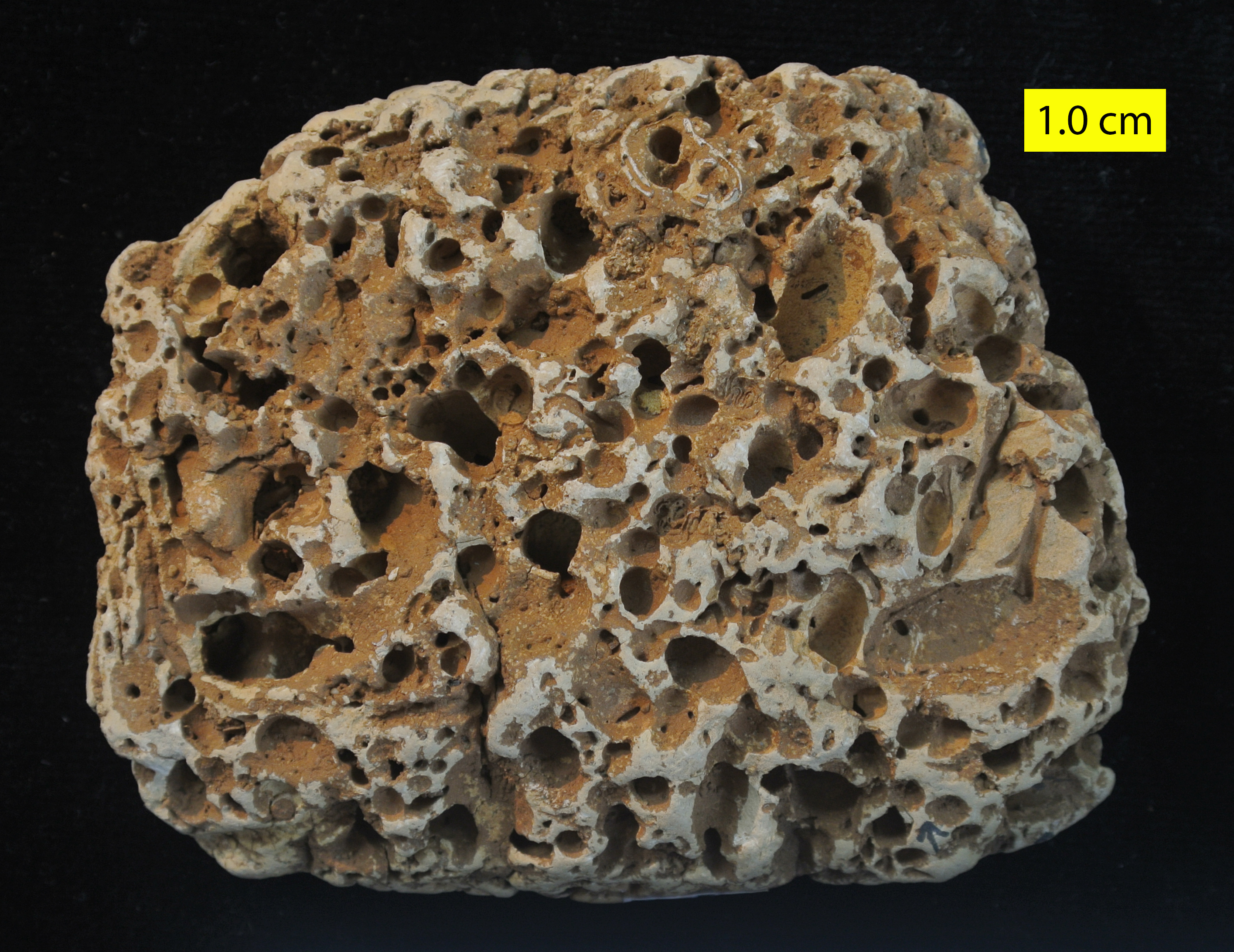
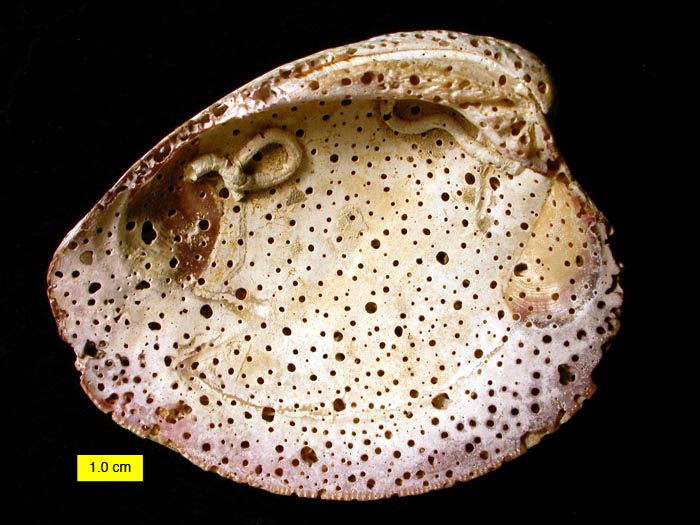
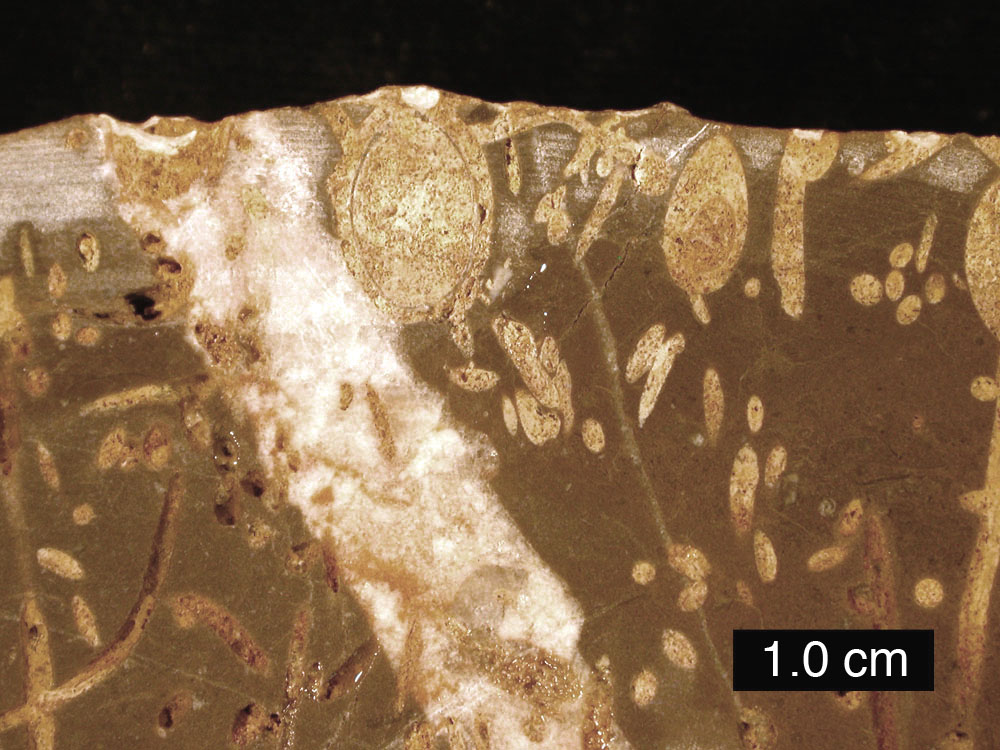